# Pomoranere
Pomoranerne var en vestslavisk stamme, der slog sig ned på Østersøkysten i slutningen af det 10. århundrede, i det, der senere blev til Vestpommern i den nordlige del af det nuværende Polen.

## Område
Pomoranernes område udvidede sig i det 10. århundrede langs Østersøkysten mellem Oder i vest, Wisła i øst og Noteć i syd.

## Navn
Navnet menes at komme af det slaviske po more = ved havet.

## 7-10 århundrede
Omkring begyndelsen af det 7. århundrede migrerede vestslaviske stammer langs Wisła og Oder til den sydlige Østersøkyst. I dette område havde vikinger og danskere vigtige bosættelser, såsom det store handelscenter Jomsburg ved mundingen af Oder og området Danzig ved mundingen af Wisła. og muligvis bosættelsesområder af en baltisk befolkning mellem Parsęta og Wisła.

Nestorkrøniken skriver, uden at specificere en tidsperiode, at pomoranerne blev dannet af Ljachen- stammen, ligesom polanerne, masovianerne og lusitzerne. Det var sandsynligvis navnene på de senere hertugdømmer Pommern, Mazovien og Lausitz.

## 10. – 11. århundrede
Omkring 991 blev området mellem mundingen af Oder og Wisła erobret af Piast-herskeren Mieszko 1.
Navnet Pomorie nævnes for første gang i 997, for en "Dux Pomorie" (hertug af Pomorie). I år 1000 blev der oprettet et stift i Kolberg med Reinbern som den første biskop.
I 1005 undslap området igen den polske hertug Bolesław kontrol og biskop Reinbern forlod Kolberg.
I 1046 blev en Zemuzil Bomerianorum nævnt som den første hertug af Pommern.

## 12. århundrede
Omkring 1123-24 undertvang den pomoranske prins Wartislaw 1. også områder vest for Oder, som havde været under Polen siden 1122 , men på oprindeligt Liutiansk territorium.
På fyrstens anmodning blev pomoranerne kristnet af den senere kanoniserede biskop Otto von Bamberg, der var på to missionsrejser, i 1124 (øst for Oder) og 1128 (vest for Oder). I 1140 blev bispedømmet Wollin, som var direkte underlagt paven, bekræftet af Pave Innocent 2. Omkring 1176, under de pommersk-danske krige, blev stiftet flyttet til Kammin (nu Kamień Pomorski) og blev fra da af kaldt Cammin Stift.
Fra 1164 og fremefter fik de vestlige pomoranske fyrster fra huset Greifen deres land som et len fra den saksiske hertug Henrik Løve, hvilket betød, at det senere hertugdømme Pommern kom under tysk indflydelse. Den østlige del af det pomoranske område, der ligger ud mod Wisła, kom under polsk suverænitet. Efter en affolkning af områderne gennem krigene i det 12. århundrede (interne østslaviske krige, vendiske korstog og danske invasioner) støttede de pommerske hertuger den tyske østlige bosættelse og sluttede sig til Det Hellige Romerske Rige i 1181.
De tidligere pomoranere og de i begyndelsen af det 12. århundrede undertvungne slaver vest for Oder, blev stort set integreret i den nye samfundsorden domineret af tyske nybyggere.
I dag bor efterkommerne af de gamle pomoranere, kasjubere, i den østlige del af bosættelsesområdet omkring Gdansk og Gdynia og har været i stand til at bevare deres sproglige og kulturelle karakteristika.